# Aeroponik

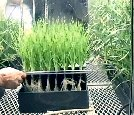
Aeroponische Kultur der NASA

Die Aeroponik ist eine Hydroponik-Anbaumethode für Pflanzen. Die Pflanzen werden dabei so fixiert, dass ihre Wurzeln ständig in einem geschlossenen Behälter mit einem Aerosol einer Hydrokulturdünger-Lösung aus Wasser und Nährstoffen benetzt werden. Die Lösung wird mithilfe von Zerstäubern (Niederdruck-, Hochdruck- und Ultraschallzerstäubern) vernebelt. Die Methode ist auch gut geeignet für Wurzelgemüse wie Kartoffeln, Karotten oder Arzneipflanzen, deren nahrhafte Komponenten in den Wurzeln gespeichert werden.
Das Verfahren wurde 1982 von K. T. Hubick entwickelt und später von NASA-Wissenschaftlern verbessert. Die Methode eignet sich auch zum Pflanzenanbau unter Bedingungen, wenn wenig oder keine  Schwerkraft vorhanden ist, also speziell in der Weltraumfahrt. Ein zusätzlicher Vorteil unter den   hydroponischen Verfahren ist, dass weniger Wasser im Kreislauf benötigt wird als bei den anderen Methoden.
Aeroponik wird wegen des enormen Wurzelwachstums heutzutage hauptsächlich bei der Stecklingsbewurzelung verwendet, denn bei dieser Methode wachsen die Wurzeln stärker und schneller als die oberirdischen Teile.
Nachteil des Ultraschall-Verfahrens ist, dass Düngesalze auf den Ultraschallmembranen auskristallisieren und dies zu Verstopfungen führt.
Siehe dazu auch Hydrokultur#Aeroponik und Fogponics